# Jeremie Frimpong
Jeremie Agyekum Frimpong (* 10. Dezember 2000 in Amsterdam, Niederlande) ist ein niederländischer Fußballspieler. Er steht seit Juli 2025 beim FC Liverpool unter Vertrag und ist seit Oktober 2023 niederländischer A-Nationalspieler.

## Karriere

### Verein
Jeremie Frimpong wurde als Sohn ghanaischer Eltern in Amsterdam geboren und zog mit seiner Familie nach England, als er sieben Jahre alt war. Er spielte von 2010 bis 2019 im Juniorenbereich von Manchester City in England, zuletzt für die U-23-Mannschaft in der Professional Development League und der UEFA Youth League. Im September 2019 wechselte er für eine Ablösesumme von 450.000 £ zu Celtic Glasgow und unterzeichnete einen Vierjahresvertrag. Im selben Monat gab er für Celtic sein Debüt als Profi, als er im Viertelfinale des schottischen Ligapokals gegen den Zweitligisten Partick Thistle in der Startelf stand. Dabei konnte er den Trainer Neil Lennon und das Publikum durch eine gute Leistung positiv überzeugen. Im Oktober 2019 debütierte er auch in der Scottish Premiership. Beim 6:0-Heimsieg gegen Ross County stand er erneut in der ersten Elf. In seinem zweiten Ligaspiel gegen den FC Aberdeen im gleichen Monat gab er eine Torvorlage und erzielte selbst sein erstes Tor als Profi.
Am 27. Januar 2021 wechselte er in die deutsche Bundesliga zu Bayer 04 Leverkusen und erhielt dort einen Vertrag über viereinhalb Jahre bis Mitte 2025. Im November 2023 verlängerte er den Vertrag bis Mitte 2028.
Im Juli 2025 wechselt er zum amtierenden englischen Meister FC Liverpool.

### Nationalmannschaft
Jeremie Frimpong spielte im Jahr 2018 dreimal in der niederländischen U-19-Nationalmannschaft. Sein Debüt gab er am 14. November 2018 bei einem 4:0-Erfolg gegen Armenien.
Bondscoach Louis van Gaal nominierte Frimpong für die im November und Dezember 2022 stattfindende WM 2022 in Katar. Für Frimpong bedeutete es die erste Nominierung in den Kader der Elftal. Zum Einsatz kam Frimpong nicht; die Niederländer scheiterten im Viertelfinale am späteren Weltmeister Argentinien. Van Gaals Nachfolger Ronald Koeman verzichtete ab 2023 auf Nominierungen Frimpongs und gab an, dass dessen defensive Arbeit nicht ausreichend sei. Sein Länderspiel-Debüt in der Elftal gab er am 13. Oktober 2023 beim Heimspiel gegen Frankreich. Er wurde in der 62. Spielminute eingewechselt. Beim 4:0-Sieg im EM-Vorbereitungsspiel gegen Kanada erzielte er mit dem 2:0 sein erstes Länderspieltor.

## Erfolge und Auszeichnungen
Celtic Glasgow:
- Schottischer Meister: 2020
- Schottischer Pokalsieger: 2020
- Schottischer Ligapokal: 2020

Bayer 04 Leverkusen
- Deutscher Meister: 2024
- Deutscher Pokalsieger: 2024
- Deutscher Supercupsieger: 2024

Auszeichnungen
- Wahl in die VDV 11: 2022/23, 2023/24
- Einstufung als Weltklasse in der Rangliste des deutschen Fußballs: Winter 2023/24